# Leopoldo Nobili
Pour les articles homonymes, voir Nobili.
Leopoldo Nobili, né le 5 juillet 1784  à Trassilico, en Toscane et mort le 22 août 1835 à Florence est un physicien italien et inventeur de plusieurs instruments essentiels aux expériences de thermodynamique et d'électrophysiologie.

## Biographie
Leopoldo Nobili naît à Trassilico, une frazione de la commune de Gallicano, en Garfagnana. Après une formation à l'École du Génie militaire de Modène il devient officier d'artillerie et sert dans l'armée de Napoléon. Sa participation à la campagne de Russie lui vaut la Légion d'honneur.
On lui doit la mise au point du galvanomètre astatique, un instrument dont la mesure n'est pas influencée par l'influence du champ magnétique terrestre. Cette invention a été présentée devant la Société italienne des sciences de Modène en mai 1825. La réalisation de galvanomètres suffisamment sensibles permet à Carlo Matteucci, de l'Université de Pise de mesurer pour la première fois un courant électrique d'origine biologique dans les années 1840.
Nobili travaille avec Macedonio Melloni sur le thermomultiplieur, une combinaison de thermopile et de galvanomètre, avant d'être nommé professeur de physique au musée royal de physique et d'histoire naturelle de Florence où il collabore avec Vincenzo Antinori sur l'induction électromagnétique.
Leopoldo Nobili a laissé son nom au cratère Nobili, un petit cratère lunaire. Il a aussi été au cœur de la soutenance de doctorat du géographe Thibaut Viné qui a amélioré l'instrument de Leopold Nobili.